# Anssi Koivuranta

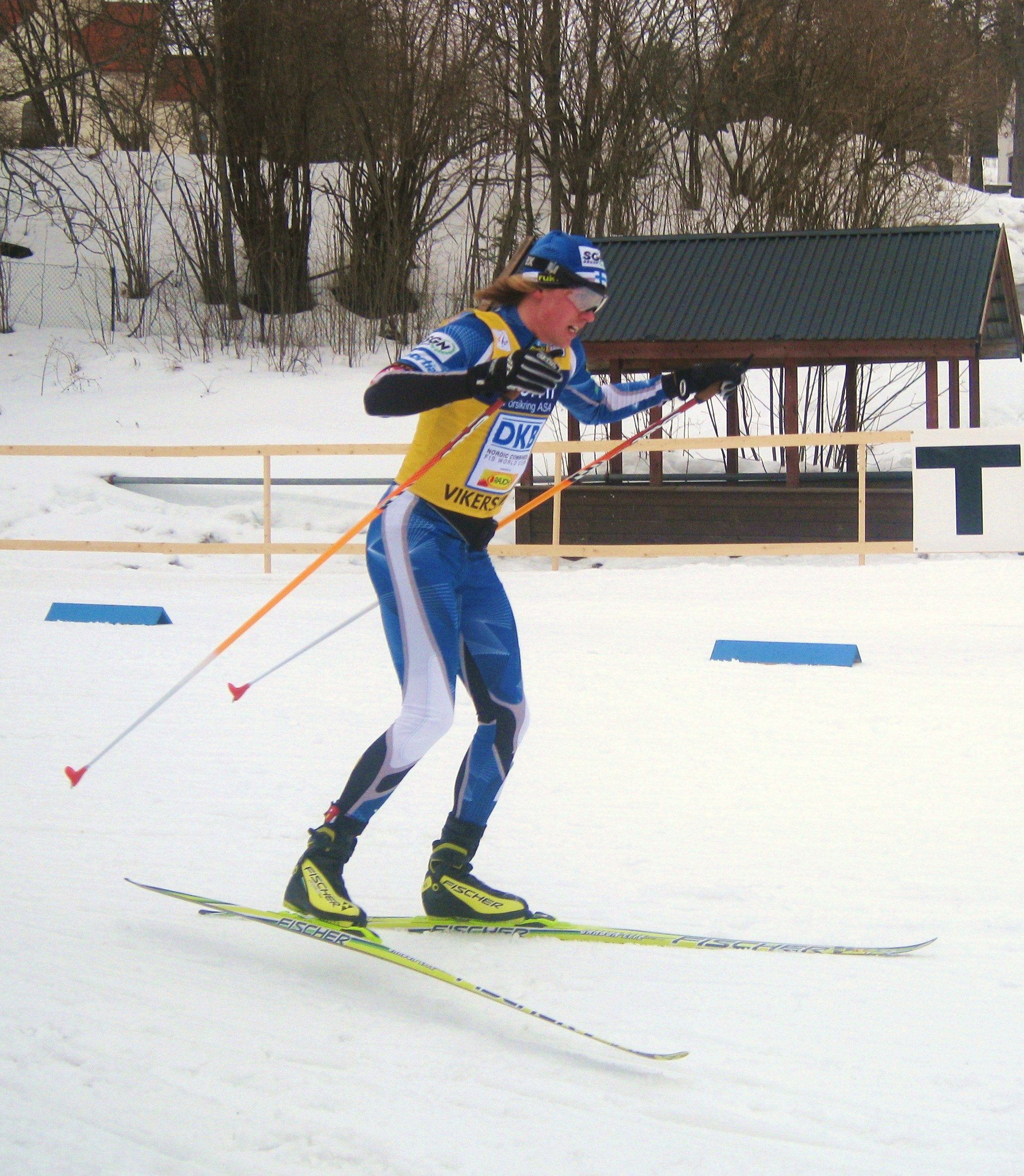
Koivuranta in 2006

Anssi Koivuranta (Oulu, 3 juli 1988) is een Finse schansspringer en voormalige noordse combinatie-skiër die in het seizoen 2008/2009 de algemene wereldbeker won. Koivuranta is vooral een goede schansspringer, vandaar zijn bijnaam "de springvlo".
Hij is lid van de Finse skiclub Kuusamo Erä Veikot en wordt getraind door zijn vader Ali Koivuranta en Kauko Määttä. Koivuranta woont in Kuusamo en volgde middelbaar onderwijs aan een Finse School met faciliteiten voor topsporters.
Bij de Olympische Winterspelen 2006 in Turijn nam hij deel aan 3 onderdelen in de noordse combinatie: de Individuele Gundersen, de Sprint en de Teamcompetitie (samen met Antti Kuisma, Hannu Manninen en Jaakko Tallus).
Op de Individuele Gundersen stond hij op zaterdag 11 februari 2006 in de finale, hij werd 25e. In de Sprint, op dinsdag 21 februari 2006, werd hij 11e. Het grootste succes behaalde hij in de Teamcompetitie: de Finnen behaalden de bronzen medaille.
Tijdens het wereldkampioenschappen noordse combinatie 2007 in het Japanse Sapporo werd hij vierde bij de Sprintcompetitie en veroverde hij met het Finse Team, dat verder uit Hannu Manninen, Jaakko Tallus en Janne Ryynänen bestond de wereldtitel in de Teamcompetitie. Hij behaalde er zijn eerste individuele WK-medaille door op de Individuele Gundersen het brons te veroveren.
In het seizoen 2008/2009 behaalde hij zijn eerste individuele overwinning in een wereldbeker, op de tweede dag van de wedstrijden in zijn thuisstad Kuusamo. Hij bleef zijn landgenoot Janne Ryynänen in de afsluitende 10 kilometer 48 seconden voor. Door zijn derde plaats in de wedstrijd een dag eerder werd hij ook leider in het algemene wereldbekerklassement.
Koivuranta herhaalde zijn kunstje een week later in Trondheim: derde plaats bij de eerste wedstrijd en een overtuigende zege op dag twee. Uiteindelijk zou Koivuranta in dat seizoen 7 wereldbekeroverwinningen boeken.
Dat Koivuranta vooral uitblinkt bij het schansspringen demonstreerde hij ook bij de Finse kampioenschappen schansspringen in februari 2009: hij werd nationaal kampioen op de grote schans. Koivuranta sprong 119,5 meter en 126,5 meter ver goed voor een totaal van 254,2 punten. Daarmee hield hij verrassend de specialisten Harri Olli (241,5 punten) en Tami Kiuru (235,5 punten) achter zich.
Bij de wereldbekerwedstrijd noordse combinatie op 15 februari 2009 in Klingenthal kreeg Koivuranta van de jury de toestemming om zijn sprong van de schans uit te voeren hoewel er onverantwoorde tegenwind van 4 meter per seconde was. Gedragen door de wind Koivuranta verbeterde het schansenrecord met 4,5 meter tot op 148,5 meter, maar kwam bij de landing wel hard ten val. De Finse bondscoach was niet te spreken over de beslissing van de jury om Koivuranta te laten springen.
De wereldkampioenschappen 2009 verliepen voor Koivuranta minder goed. Als wereldbekerleider trok hij als topfavoriet naar de WK, maar pech met de wind bij het schansspringen in de massastartwedstrijd zorgde ervoor dat hij vierde werd. Ook in de Gundersenwedstrijd op de normale schans was het geluk niet aan Koivuranta's zijde, opnieuw plaats vier was het verdict. Vervolgens werd hij ziek en moest hij de landenwedstrijd aan zich voorbij laten gaan. In de afsluitende Gundersenwedstrijd van de grote schans trad hij nog wel aan in het schansspringen, maar moest noodgedwongen het langlaufen afzeggen door de ziekte.
Het seizoen 2008/2009 eindigde wel met een hoogtepunt, in de allerlaatste wedstrijd van het seizoen verzekerde Koivuranta zich van de eindzege in de algemene wereldbeker. Hij had voldoende aan een achtste plaats in de slotwedstrijd van Vikersund om zijn enig overgebleven concurrent Magnus Moan definitief af te schudden. Koivuranta veroverde het gele leidershesje reeds bij de tweede wedstrijd in Kuusamo en stond het gedurende het hele seizoen niet meer af. Met zijn eindzege treedt Koivuranta in de voetsporen van zijn illustere landgenoten Samppa Lajunen en Hannu Manninen.
Toch was het seizoen voor Koivuranta daarmee nog niet afgelopen, hij reisde vervolgens met de Finse schansspringers naar Planica om daar als voorspringer te fungeren. In de testronde kwam hij eerst tot 190,5 meter en vervolgens tot 214,5 meter. Met die tweede sprong zou hij tweede geworden zijn in de kwalificatie voor de eerste individuele wedstrijd op de Letalnica-schans, maar omdat hij geen wereldbekerpunten in het schansspringen had mocht hij niet officieel deelnemen aan de wedstrijd. Voor de landenwedstrijd was Koivuranta wel startgerechtigd, maar tot verrassing van heel wat media en kenners kreeg hij van de Finse bondscoach geen plekje in het team.
Tijdens de zomer van 2010 werd Koivuranta ziek en kon hij enige tijd geen langlauftraining doen. Hij schakelde in het seizoen 2010/2011 dan ook over van de noordse combinatie naar het schansspringen. 

## Belangrijkste resultaten noordse combinatie

### Wereldkampioenschappen junioren
| Jaar | Plaats    | Resultaten                                   |
| ---- | --------- | -------------------------------------------- |
| 2004 | Stryn     | 10e Individuele Gundersen · Sprint · 4e Team |
| 2005 | Rovaniemi | Individuele Gundersen · 5e Sprint · 7e Team  |
| 2007 | Tarvisio  | Individuele Gundersen · Sprint · 6e Team     |

### Wereldkampioenschappen
| Jaar | Plaats     | Resultaten                                                           |
| ---- | ---------- | -------------------------------------------------------------------- |
| 2005 | Oberstdorf | 26ste Individuele Gundersen 6e sprint                                |
| 2007 | Sapporo    | Individuele Gundersen · 4e sprint · Team                             |
| 2009 | Liberec    | 4e massastart 4e Gundersen normale schans DNS Gundersen grote schans |

### Olympische Spelen
| Jaar | Plaats    | Resultaten                                               |
| ---- | --------- | -------------------------------------------------------- |
| 2006 | Turijn    | 25e Individuele Gundersen · 11e Sprint · landenwedstrijd |
| 2010 | Vancouver | 8e Gundersen NH                                          |

### Wereldbeker

#### Wereldbekeroverwinningen
| #  | Datum      | Plaats      | Detail        |
| -- | ---------- | ----------- | ------------- |
| 1. | 30/11/2008 | Kuusamo     | HS142 + 10 km |
| 2. | 07/12/2008 | Trondheim   | HS131 + 10 km |
| 3. | 28/12/2008 | Oberhof     | HS140 + 10 km |
| 4. | 04/01/2009 | Schonach    | HS96 + 10 km  |
| 5. | 01/02/2009 | La Clusaz   | HS100 + 10 km |
| 6. | 14/02/2009 | Klingenthal | HS140 + 10 km |
| 7. | 14/03/2009 | Vikersund   | HS117 + 10 km |

#### Eindstand algemene wereldbeker
| Seizoen   | Plaats |
| --------- | ------ |
| 2003/2004 | 51e    |
| 2004/2005 | 21e    |
| 2005/2006 | 10e    |
| 2006/2007 | 7e     |
| 2007/2008 | 11e    |
| 2008/2009 | 1e     |
| 2009/2010 | 11e    |

## Belangrijkste resultaten schansspringen

### Wereldkampioenschappen junioren
| Jaar | Plaats    | Resultaten                           |
| ---- | --------- | ------------------------------------ |
| 2005 | Rovaniemi | 12e normale schans · landenwedstrijd |

### Wereldkampioenschappen schansspringen

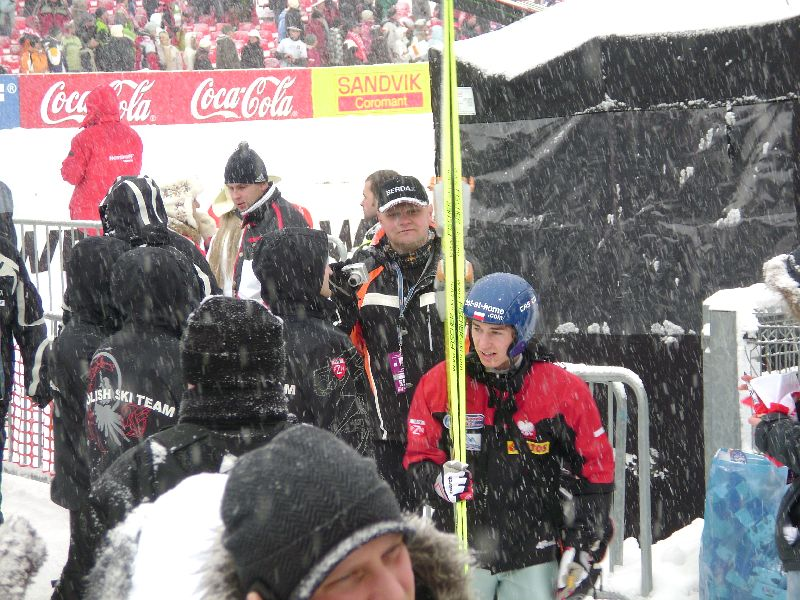
Kamil Stoch bij de wereldbekerwedstrijd in Zakopane 2008

| Jaar | Plaats        | Resultaten                                                                                            |
| ---- | ------------- | --- |
| 2011 | Oslo          | 10e normale schans 33e grote schans 8e landenwedstrijd normale schans 7e landenwedstrijd grote schans |
| 2013 | Val di Fiemme | 39e normale schans 45e grote schans 11e landenwedstrijd grote schans                                  |

### Wereldkampioenschappen skivliegen
| Jaar | Plaats    | Resultaten                                   |
| ---- | --------- | -------------------------------------------- |
| 2010 | Planica   | 16e individuele wedstrijd 4e landenwedstrijd |
| 2012 | Vikersund | 24e individuele wedstrijd 8e landenwedstrijd |
| 2014 | Harrachov | 28e individuele wedstrijd                    |

### Olympische Winterspelen
| Jaar | Plaats | Resultaten                                                          |
| ---- | ------ | ------------------------------------------------------------------- |
| 2014 | Sotsji | 12e normale schans 11e grote schans 8e landenwedstrijd grote schans |

### Wereldbeker
Eindklasseringen
| Seizoen   | Algm | SV  | 4S  |
| --------- | ---- | --- | --- |
| 2010/2011 | 40e  | 55e | 23e |
| 2011/2012 | 18e  | 37e | 18e |
| 2013/2014 | 19e  | -   | 18e |

Wereldbekerzeges
| Datum          | Plaats    | Schans |
| -------------- | --------- | ------ |
| 4 januari 2014 | Innsbruck | HS130  |

### Grand-Prix
Eindklasseringen
| Jaar | Plaats |
| ---- | ------ |
| 2011 | 58e    |
| 2012 | 76e    |
| 2013 | 56e    |
| 2014 | 67e    |